# 迪亞盧鄉
46°24′0″N 25°18′0″E / 46.40000°N 25.30000°E
迪亞盧鄉（羅馬尼亞語：Comuna Dealu, Harghita），是羅馬尼亞的鄉份，位於該國中部，由哈爾吉塔縣負責管轄，面積97平方公里，海拔高度637米，2007年人口3,920，人口密度每平方公里40人。